# Kecamatan Karanganyar (distrikt i Indonesien, lat -7,60, long 110,97)
Kecamatan Karanganyar är ett distrikt i Indonesien.   Det ligger i provinsen Jawa Tengah, i den västra delen av landet, 500 km öster om huvudstaden Jakarta.